# Minuartia rubella
Minuartia rubella là loài thực vật có hoa thuộc họ Cẩm chướng. Loài này được (Wahlenb.) Hiern mô tả khoa học đầu tiên năm 1899.